# Divizia A1 2019-2020 (pallavolo maschile)
La Divizia A1 2019-2020 si è svolta dall'11 ottobre 2019 al 7 marzo 2020: al torneo hanno partecipato dieci squadre di club rumene e la vittoria finale è andata per la seconda volta consecutiva all'Arcada Galați.

## Regolamento

### Formula
Le squadre avrebbero dovuto disputare un girone all'italiana, con gare di andata e ritorno, per un totale di diciotto giornate; al termine della regular season:
- Le prime sei classificate avrebbero acceduto al girone per il primo posto, strutturato in un girone all'italiana, con gare di andata e ritorno, per un totale di dieci giornate (avrebbero conservato i risultati ottenuti nella regular season).
- Le ultime quattro classificate avrebbero acceduto al girone per il settimo posto, strutturato in un girone all'italiana, con gare di andata e ritorno, per un totale di dieci giornate (avrebbero conservato i risultati ottenuti nella regular season).
- Nessuna sarebbe retrocessa in Divizia A2.

A seguito del diffondersi in Romania della pandemia di COVID-19, il campionato è stato sospeso il 12 marzo 2020: l'11 aprile il comitato direttivo della FRV ha decretato la chiusura anticipata del campionato considerando valida la classifica in essere al momento della sospensione del torneo in merito sia all'assegnazione del titolo che alla qualificazione alle coppe europee.

### Criteri di classifica
Se il risultato finale è stato di 3-0 o 3-1 sono stati assegnati 3 punti alla squadra vincente e 0 a quella sconfitta, se il risultato finale è stato di 3-2 sono stati assegnati 2 punti alla squadra vincente e 1 a quella sconfitta.
L'ordine del posizionamento in classifica è stato definito in base a:
- Punti;
- Numero di partite vinte;
- Ratio dei set vinti/persi;
- Ratio dei punti realizzati/subiti.

## Squadre partecipanti
| Club                    | Stagione | Città         | Impianto                        | Stagione precedente                                             |
| ----------------------- | -------- | ------------- | ------------------------------- | --------------------------------------------------------------- |
| Arcada Galați           | dettagli | Galați        | Sala Sporturilor Dunărea        | Campione di Romania                                             |
| Baia Mare               | dettagli | Baia Mare     | Sala Polivalentă Lascăr Pană    | 8ª in Divizia A1                                                |
| Câmpia Turzii           | dettagli | Câmpia Turzii | Sala Sporturilor Ioan Stanatiev | 9ª in Divizia A1                                                |
| Dinamo Bucarest         | dettagli | Bucarest      | Sala Polivalentă Dinamo         | 4ª in Divizia A1                                                |
| Gloria Buzău            | dettagli | Buzău         | Sala Sporturilor Romeo Iamandi  | 2ª in Divizia A2 (girone est); vincitrice play-off promozione   |
| Unirea Dej              | dettagli | Dej           | Sala Sporturilor                | 7ª in Divizia A1                                                |
| Universitatea Cluj      | dettagli | Cluj-Napoca   | Sala Sporturilor Horia Demian   | 10ª in Divizia A1                                               |
| Universitatea Craiova   | dettagli | Craiova       | Sala Polivalentă                | 3ª in Divizia A1                                                |
| Universitatea Timișoara | dettagli | Timișoara     | Sala de Sport UVT Oituz         | 1ª in Divizia A2 (girone ovest); vincitrice play-off promozione |
| Zalău                   | dettagli | Zalău         | Sala Sporturilor                | 2ª in Divizia A1                                                |

## Torneo

### Regular season

#### Risultati
| Prima giornata |                                      |     |                            |
|                |                                      |     |                            |
| 12-10          | Arcada Galați - Gloria Buzău         | 3-1 | 21-25, 25-21, 25-18, 25-19 |
| 12-10          | Universitatea Craiova - Baia Mare    | 3-0 | 25-21, 25-16, 25-22        |
| 11-10          | Universitatea Timișoara - Zalău      | 1-3 | 20-25, 21-25, 25-23, 14-25 |
| 12-10          | Câmpia Turzii - Unirea Dej           | 1-3 | 25-21, 28-30, 15-25, 14-25 |
| 12-10          | Dinamo Bucarest - Universitatea Cluj | 3-0 | 25-16, 25-20, 27-25        |

| Seconda giornata |                                       |     |                                   |
|                  |                                       |     |                                   |
| 19-10            | Gloria Buzău - Universitatea Cluj     | 3-0 | 25-19, 25-20, 25-22               |
| 19-10            | Unirea Dej - Dinamo Bucarest          | 2-3 | 25-21, 22-25, 15-25, 25-20, 13-15 |
| 19-10            | Zalău - Câmpia Turzii                 | 3-0 | 25-22, 25-21, 25-21               |
| 19-10            | Baia Mare - Universitatea Timișoara   | 3-0 | 25-20, 25-18, 25-12               |
| 18-10            | Arcada Galați - Universitatea Craiova | 3-0 | 25-19, 25-14, 25-14               |

| Terza giornata |                                         |     |                                   |
|                |                                         |     |                                   |
| 27-10          | Universitatea Craiova - Gloria Buzău    | 3-2 | 21-25, 25-21, 25-21, 22-25, 15-13 |
| 26-10          | Universitatea Timișoara - Arcada Galați | 0-3 | 14-25, 11-25, 18-25               |
| 26-10          | Câmpia Turzii - Baia Mare               | 2-3 | 25-20, 17-25, 29-27, 22-25, 8-15  |
| 26-10          | Dinamo Bucarest - Zalău                 | 3-0 | 25-21, 25-18, 25-23               |
| 26-10          | Universitatea Cluj - Unirea Dej         | 1-3 | 19-25, 23-25, 25-23, 21-25        |

| Quarta giornata |                                      |     |                            |
|                 |                                      |     |                            |
| 31-10           | Gloria Buzău - Unirea Dej            | 3-1 | 25-22, 25-23, 27-29, 25-23 |
| 02-11           | Zalău - Universitatea Cluj           | 3-0 | 25-18, 25-23, 28-26        |
| 02-11           | Baia Mare - Dinamo Bucarest          | 0-3 | 25-27, 18-25, 23-25        |
| 02-11           | Arcada Galați - Câmpia Turzii        | 3-0 | 25-14, 25-13, 25-18        |
| 01-11           | Universitatea Craiova - U. Timișoara | 3-0 | 25-12, 25-18, 25-14        |

| Quinta giornata |                                        |     |                                  |
|                 |                                        |     |                                  |
| 09-11           | Universitatea Timișoara - Gloria Buzău | 0-3 | 17-25, 14-25, 20-25              |
| 09-11           | Câmpia Turzii - Universitatea Craiova  | 0-3 | 14-25, 22-25, 12-25              |
| 09-11           | Dinamo Bucarest - Arcada Galați        | 3-0 | 25-19, 25-23, 25-23              |
| 08-11           | Universitatea Cluj - Baia Mare         | 3-2 | 21-25, 26-28, 25-20, 25-20, 15-8 |
| 08-11           | Unirea Dej - Zalău                     | 1-3 | 28-30, 25-22, 17-25, 24-26       |

| Sesta giornata |                                         |     |                            |
|                |                                         |     |                            |
| 17-11          | Gloria Buzău - Zalău                    | 0-3 | 22-25, 20-25, 20-25        |
| 16-11          | Baia Mare - Unirea Dej                  | 0-3 | 21-25, 21-25, 20-25        |
| 16-11          | Arcada Galați - Universitatea Cluj      | 3-1 | 26-28, 25-17, 25-16, 25-21 |
| 16-11          | Universitatea Craiova - Dinamo Bucarest | 3-0 | 25-23, 25-22, 25-19        |
| 16-11          | Universitatea Timișoara - Câmpia Turzii | 3-0 | 25-19, 25-18, 25-23        |

| Settima giornata |                                 |     |                            |
|                  |                                 |     |                            |
| 30-11            | Câmpia Turzii - Gloria Buzău    | 1-3 | 22-25, 25-22, 25-27, 23-25 |
| 30-11            | Dinamo Bucarest - U. Timișoara  | 3-0 | 28-26, 25-16, 25-19        |
| 30-11            | Universitatea Cluj - U. Craiova | 0-3 | 19-25, 18-25, 23-25        |
| 30-11            | Unirea Dej - Arcada Galați      | 1-3 | 17-25, 25-23, 16-25, 23-25 |
| 30-11            | Zalău - Baia Mare               | 3-1 | 25-18, 36-34, 23-25, 26-24 |

| Ottava giornata |                                    |     |                            |
|                 |                                    |     |                            |
| 08-12           | Gloria Buzău - Baia Mare           | 3-1 | 21-25, 25-20, 25-21, 25-22 |
| 07-12           | Arcada Galați - Zalău              | 3-1 | 25-21, 25-22, 19-25, 25-18 |
| 07-12           | Universitatea Craiova - Unirea Dej | 1-3 | 23-25, 23-25, 25-23, 20-25 |
| 07-12           | Universitatea Timișoara - U. Cluj  | 0-3 | 26-28, 18-25, 20-25        |
| 07-12           | Câmpia Turzii - Dinamo Bucarest    | 0-3 | 24-26, 11-25, 14-25        |

| Nona giornata |                                      |     |                                   |
|               |                                      |     |                                   |
| 14-12         | Dinamo Bucarest - Gloria Buzău       | 3-0 | 25-16, 25-16, 25-14               |
| 14-12         | Universitatea Cluj - Câmpia Turzii   | 3-0 | 25-18, 25-23, 25-22               |
| 14-12         | Unirea Dej - Universitatea Timișoara | 3-0 | 25-16, 25-16, 25-8                |
| 15-12         | Zalău - Universitatea Craiova        | 3-2 | 22-25, 25-23, 22-25, 25-18, 15-11 |
| 23-11         | Baia Mare - Arcada Galați            | 0-3 | 13-25, 18-25, 12-25               |

| Decima giornata |                                      |     |                            |
|                 |                                      |     |                            |
| 22-01           | Gloria Buzău - Arcada Galați         | 0-3 | 14-25, 20-25, 21-25        |
| 11-01           | Baia Mare - Universitatea Craiova    | 0-3 | 17-25, 25-27, 20-25        |
| 11-01           | Zalău - Universitatea Timișoara      | 3-0 | 25-16, 25-9, 25-13         |
| 11-01           | Unirea Dej - Câmpia Turzii           | 3-0 | 25-18, 25-15, 25-22        |
| 11-01           | Universitatea Cluj - Dinamo Bucarest | 1-3 | 11-25, 25-19, 20-25, 18-25 |

| Undicesima giornata |                                       |     |                                   |
|                     |                                       |     |                                   |
| 18-01               | Universitatea Cluj - Gloria Buzău     | 3-1 | 14-25, 25-14, 25-21, 25-18        |
| 18-01               | Dinamo Bucarest - Unirea Dej          | 3-0 | 25-23, 25-17, 25-14               |
| 18-01               | Câmpia Turzii - Zalău                 | 0-3 | 17-25, 16-25, 23-25               |
| 18-01               | Universitatea Timișoara - Baia Mare   | 2-3 | 23-25, 27-25, 25-19, 22-25, 13-15 |
| 18-01               | Universitatea Craiova - Arcada Galați | 2-3 | 26-24, 25-18, 20-25, 19-25, 9-15  |

| Dodicesima giornata |                                         |     |                                   |
|                     |                                         |     |                                   |
| 25-01               | Gloria Buzău - Universitatea Craiova    | 0-3 | 18-25, 18-25, 15-25               |
| 25-01               | Arcada Galați - Universitatea Timișoara | 3-0 | 25-13, 25-13, 25-9                |
| 25-01               | Baia Mare - Câmpia Turzii               | 3-0 | 25-17, 25-20, 25-15               |
| 25-01               | Zalău - Dinamo Bucarest                 | 3-1 | 21-25, 25-20, 25-23, 25-14        |
| 25-01               | Unirea Dej - Universitatea Cluj         | 3-2 | 25-17, 20-25, 24-26, 25-19, 16-14 |

| Tredicesima giornata |                                      |     |                            |
|                      |                                      |     |                            |
| 01-02                | Unirea Dej - Gloria Buzău            | 3-1 | 18-25, 25-23, 25-21, 25-20 |
| 02-02                | Universitatea Cluj - Zalău           | 3-1 | 25-19, 25-23, 20-25, 25-21 |
| 01-02                | Dinamo Bucarest - Baia Mare          | 3-1 | 26-24, 25-22, 22-25, 25-20 |
| 01-02                | Câmpia Turzii - Arcada Galați        | 0-3 | 19-25, 16-25, 14-25        |
| 01-02                | Universitatea Timișoara - U. Craiova | 0-3 | 11-25, 11-25, 19-25        |

| Quattordicesima giornata |                                        |     |                                  |
|                          |                                        |     |                                  |
| 05-02                    | Gloria Buzău - Universitatea Timișoara | 3-1 | 25-14, 25-18, 19-25, 25-14       |
| 05-02                    | Universitatea Craiova - Câmpia Turzii  | 3-0 | 25-23, 25-14, 25-17              |
| 05-02                    | Arcada Galați - Dinamo Bucarest        | 3-1 | 22-25, 25-21, 25-21, 25-15       |
| 05-02                    | Baia Mare - Universitatea Cluj         | 3-2 | 25-21, 25-19, 19-25, 22-25, 15-8 |
| 18-02                    | Zalău - Unirea Dej                     | 3-2 | 23-25, 25-27, 25-16, 25-22, 15-7 |

| Quindicesima giornata |                                         |     |                     |
|                       |                                         |     |                     |
| 24-02                 | Zalău - Gloria Buzău                    | 3-0 | 25-11, 25-20, 25-15 |
| 08-02                 | Unirea Dej - Baia Mare                  | 3-0 | 25-19, 25-18, 25-15 |
| 08-02                 | Universitatea Cluj - Arcada Galați      | 0-3 | 12-25, 17-25, 17-25 |
| 11-02                 | Dinamo Bucarest - Universitatea Craiova | 0-3 | 18-25, 22-25, 21-25 |
| 08-02                 | Câmpia Turzii - Universitatea Timișoara | 3-0 | 25-23, 25-22, 25-16 |

| Sedicesima giornata |                                       |     |                                   |
|                     |                                       |     |                                   |
| 15-02               | Gloria Buzău - Câmpia Turzii          | 3-1 | 25-16, 21-25, 25-15, 25-17        |
| 15-02               | Universitatea Timișoara - D. Bucarest | 0-3 | 18-25, 14-25, 19-25               |
| 15-02               | Universitatea Craiova - U. Cluj       | 3-1 | 25-13, 20-25, 25-22, 25-20        |
| 15-02               | Arcada Galați - Unirea Dej            | 3-1 | 25-12, 25-21, 25-27, 25-16        |
| 15-02               | Baia Mare - Zalău                     | 2-3 | 26-24, 26-24, 25-27, 18-25, 11-15 |

| Diciassettesima giornata |                                    |     |                            |
|                          |                                    |     |                            |
| 22-02                    | Baia Mare - Gloria Buzău           | 0-3 | 23-25, 23-25, 22-25        |
| 22-02                    | Zalău - Arcada Galați              | 0-3 | 21-25, 22-25, 12-25        |
| 22-02                    | Unirea Dej - Universitatea Craiova | 1-3 | 18-25, 25-18, 21-25, 17-25 |
| 22-02                    | Universitatea Cluj - U. Timișoara  | 3-0 | 25-13, 25-19, 27-25        |
| 22-02                    | Dinamo Bucarest - Câmpia Turzii    | 3-0 | 25-22, 25-15, 25-13        |

| Diciottesima giornata |                                      |     |                                   |
|                       |                                      |     |                                   |
| 29-02                 | Gloria Buzău - Dinamo Bucarest       | 2-3 | 21-25, 25-19, 11-25, 25-18, 11-15 |
| 29-02                 | Câmpia Turzii - Universitatea Cluj   | 1-3 | 22-25, 13-25, 25-22, 22-25        |
| 29-02                 | Universitatea Timișoara - Unirea Dej | 0-3 | 19-25, 22-25, 22-25               |
| 29-02                 | Universitatea Craiova - Zalău        | 3-1 | 24-26, 25-16, 25-17, 25-18        |
| 25-02                 | Arcada Galați - Baia Mare            | 3-0 | 25-17, 25-13, 25-17               |

#### Classifica
| Pos. | Squadra                 | Pt | G  | V  | P  | SV | SP | Ratio | PF    | PS    | Ratio |
| ---- | ----------------------- | -- | -- | -- | -- | -- | -- | ----- | ----- | ----- | ----- |
| 1.   | Arcada Galați           | 50 | 18 | 17 | 1  | 51 | 23 | 2,217 | 1 508 | 1 129 | 1,335 |
| 2.   | Universitatea Craiova   | 43 | 18 | 14 | 4  | 47 | 17 | 2,764 | 1 486 | 1 276 | 1,164 |
| 3.   | Dinamo Bucarest         | 40 | 18 | 14 | 4  | 44 | 18 | 2,444 | 1 447 | 1 266 | 1,142 |
| 4.   | Zalău                   | 36 | 18 | 13 | 5  | 42 | 25 | 1,680 | 1 565 | 1 433 | 1,092 |
| 5.   | Unirea Dej              | 31 | 18 | 10 | 8  | 39 | 30 | 1,300 | 1 555 | 1 513 | 1,027 |
| 6.   | Gloria Buzău            | 26 | 18 | 8  | 10 | 31 | 35 | 0,885 | 1 420 | 1 467 | 0,967 |
| 7.   | Universitatea Cluj      | 22 | 18 | 7  | 11 | 29 | 38 | 0,763 | 1 441 | 1 517 | 0,949 |
| 8.   | Baia Mare               | 14 | 18 | 6  | 12 | 25 | 42 | 0,595 | 1 455 | 1 514 | 0,961 |
| 9.   | Câmpia Turzii           | 4  | 18 | 1  | 17 | 9  | 51 | 0,176 | 1 153 | 1 467 | 0,785 |
| 10.  | Universitatea Timișoara | 4  | 18 | 1  | 17 | 7  | 51 | 0,137 | 1 035 | 1 419 | 0,729 |

      Qualificata al girone primo posto.
      Qualificata al girone settimo posto.

### Girone 1º posto

#### Risultati
| Prima giornata |                                    |     |                                   |
|                |                                    |     |                                   |
| 07-03          | Arcada Galați - Gloria Buzău       | 3-1 | 23-25, 25-17, 25-20, 25-21        |
| 07-03          | Universitatea Craiova - Unirea Dej | 3-1 | 25-22, 25-18, 23-25, 25-14        |
| 07-03          | Dinamo Bucarest - Zalău            | 3-2 | 25-21, 25-19, 21-25, 25-27, 15-10 |

| Seconda giornata |                                       |   |           |
|                  |                                       |   |           |
| -                | Gloria Buzău - Zalău                  | - | annullata |
| -                | Unirea Dej - Dinamo Bucarest          | - | annullata |
| -                | Arcada Galați - Universitatea Craiova | - | annullata |

| Terza giornata |                                      |   |           |
|                |                                      |   |           |
| -              | Universitatea Craiova - Gloria Buzău | - | annullata |
| -              | Dinamo Bucarest - Arcada Galați      | - | annullata |
| -              | Zalău - Unirea Dej                   | - | annullata |

| Quarta giornata |                                         |   |           |
|                 |                                         |   |           |
| -               | Gloria Buzău - Unirea Dej               | - | annullata |
| -               | Arcada Galați - Zalău                   | - | annullata |
| -               | Universitatea Craiova - Dinamo Bucarest | - | annullata |

| Quinta giornata |                                |   |           |
|                 |                                |   |           |
| -               | Dinamo Bucarest - Gloria Buzău | - | annullata |
| -               | Zalău - Universitatea Craiova  | - | annullata |
| -               | Unirea Dej - Arcada Galați     | - | annullata |

| Sesta giornata |                                    |   |           |
|                |                                    |   |           |
| -              | Gloria Buzău - Arcada Galați       | - | annullata |
| -              | Unirea Dej - Universitatea Craiova | - | annullata |
| -              | Zalău - Dinamo Bucarest            | - | annullata |

| Settima giornata |                                       |   |           |
|                  |                                       |   |           |
| -                | Zalău - Gloria Buzău                  | - | annullata |
| -                | Dinamo Bucarest - Unirea Dej          | - | annullata |
| -                | Universitatea Craiova - Arcada Galați | - | annullata |

| Ottava giornata |                                      |   |           |
|                 |                                      |   |           |
| -               | Gloria Buzău - Universitatea Craiova | - | annullata |
| -               | Arcada Galați - Dinamo Bucarest      | - | annullata |
| -               | Unirea Dej - Zalău                   | - | annullata |

| Nona giornata |                                         |   |           |
|               |                                         |   |           |
| -             | Unirea Dej - Gloria Buzău               | - | annullata |
| -             | Zalău - Arcada Galați                   | - | annullata |
| -             | Dinamo Bucarest - Universitatea Craiova | - | annullata |

| Decima giornata |                                |   |           |
|                 |                                |   |           |
| -               | Gloria Buzău - Dinamo Bucarest | - | annullata |
| -               | Universitatea Craiova - Zalău  | - | annullata |
| -               | Arcada Galați - Unirea Dej     | - | annullata |

#### Classifica
| Pos. | Squadra               | Pt | G  | V  | P  | SV | SP | Ratio | PF    | PS    | Ratio |
| ---- | --------------------- | -- | -- | -- | -- | -- | -- | ----- | ----- | ----- | ----- |
| 1.   | Arcada Galați         | 53 | 19 | 18 | 1  | 54 | 24 | 2,250 | 1 606 | 1 212 | 1,325 |
| 2.   | Universitatea Craiova | 46 | 19 | 15 | 4  | 50 | 18 | 2,777 | 1 584 | 1 355 | 1,169 |
| 3.   | Dinamo Bucarest       | 42 | 19 | 15 | 4  | 47 | 20 | 2,350 | 1 558 | 1 368 | 1,138 |
| 4.   | Zalău                 | 37 | 19 | 13 | 6  | 44 | 28 | 1,571 | 1 667 | 1 544 | 1,079 |
| 5.   | Unirea Dej            | 31 | 19 | 10 | 9  | 40 | 33 | 1,212 | 1 634 | 1 611 | 1,014 |
| 6.   | Gloria Buzău          | 26 | 19 | 8  | 11 | 32 | 38 | 0,842 | 1 503 | 1 565 | 0,960 |

      Campione di Romania.

### Girone 7º posto

#### Risultati
| Prima giornata |                                   |     |                            |
|                |                                   |     |                            |
| 07-03          | Universitatea Cluj - U. Timișoara | 3-1 | 25-21, 21-25, 25-17, 25-17 |
| 07-03          | Baia Mare - Câmpia Turzii         | 3-1 | 24-26, 25-22, 25-13, 28-26 |

| Seconda giornata |                                         |   |           |
|                  |                                         |   |           |
| -                | Universitatea Timișoara - Câmpia Turzii | - | annullata |
| -                | Universitatea Cluj - Baia Mare          | - | annullata |

| Terza giornata |                                     |   |           |
|                |                                     |   |           |
| -              | Baia Mare - Universitatea Timișoara | - | annullata |
| -              | Câmpia Turzii - Universitatea Cluj  | - | annullata |

| Quarta giornata |                                   |   |           |
|                 |                                   |   |           |
| -               | Universitatea Timișoara - U. Cluj | - | annullata |
| -               | Câmpia Turzii - Baia Mare         | - | annullata |

| Quinta giornata |                                         |   |           |
|                 |                                         |   |           |
| -               | Câmpia Turzii - Universitatea Timișoara | - | annullata |
| -               | Baia Mare - Universitatea Cluj          | - | annullata |

| Sesta giornata |                                     |   |           |
|                |                                     |   |           |
| -              | Universitatea Timișoara - Baia Mare | - | annullata |
| -              | Universitatea Cluj - Câmpia Turzii  | - | annullata |

#### Classifica
| Pos. | Squadra                 | Pt | G  | V | P  | SV | SP | Ratio | PF    | PS    | Ratio |
| ---- | ----------------------- | -- | -- | - | -- | -- | -- | ----- | ----- | ----- | ----- |
| 1.   | Universitatea Cluj      | 25 | 19 | 8 | 11 | 32 | 39 | 0,820 | 1 537 | 1 597 | 0,962 |
| 2.   | Baia Mare               | 10 | 19 | 7 | 12 | 10 | 17 | 0,588 | 1 557 | 1 601 | 0,972 |
| 3.   | Câmpia Turzii           | 4  | 19 | 1 | 18 | 10 | 54 | 0,185 | 1 240 | 1 569 | 0,790 |
| 4.   | Universitatea Timișoara | 4  | 19 | 1 | 18 | 8  | 54 | 0,148 | 1 115 | 1 515 | 0,735 |

## Classifica finale
| Pos | Squadra                 | Qualificazione           |
| --- | ----------------------- | ------------------------ |
|     | Arcada Galați           | Champions League 2020-21 |
| 2   | Universitatea Craiova   |                          |
| 3   | Dinamo Bucarest         |                          |
| 4   | Zalău                   |                          |
| 5   | Unirea Dej              |                          |
| 6   | Gloria Buzău            |                          |
| 7   | Universitatea Cluj      |                          |
| 8   | Baia Mare               |                          |
| 9   | Câmpia Turzii           |                          |
| 10  | Universitatea Timișoara |                          |